# HD 100546
HD 100546 (KR Мухи) — одиночная звезда в созвездии Мухи. Находится на расстоянии около 357,3 световых лет от Солнца. У звезды обнаружен протопланетный диск и четыре экзопланеты.

## Характеристики
HD 100546 — быстро вращающаяся бело-голубая звезда спектрального класса B9Vne. Имеет протопланетный диск с внутренним радиусом, равным 13 а.е. и внешним радиусом, равным 50 а.е.

## Планетная система
В 2014 году у звезды был обнаружен объект, который, возможно, является формирующейся протопланетой HD 100546 c.
3 Мая 2023 года У звезды был обнаружен объект, который, возможно, является формирующимся кандидатом в протопланеты HD 100546 d
22 Ноября 2023 года у звезды был обнаружен формирующийся кандидат в экзопланеты HD 100546 e

### HD 100546 b

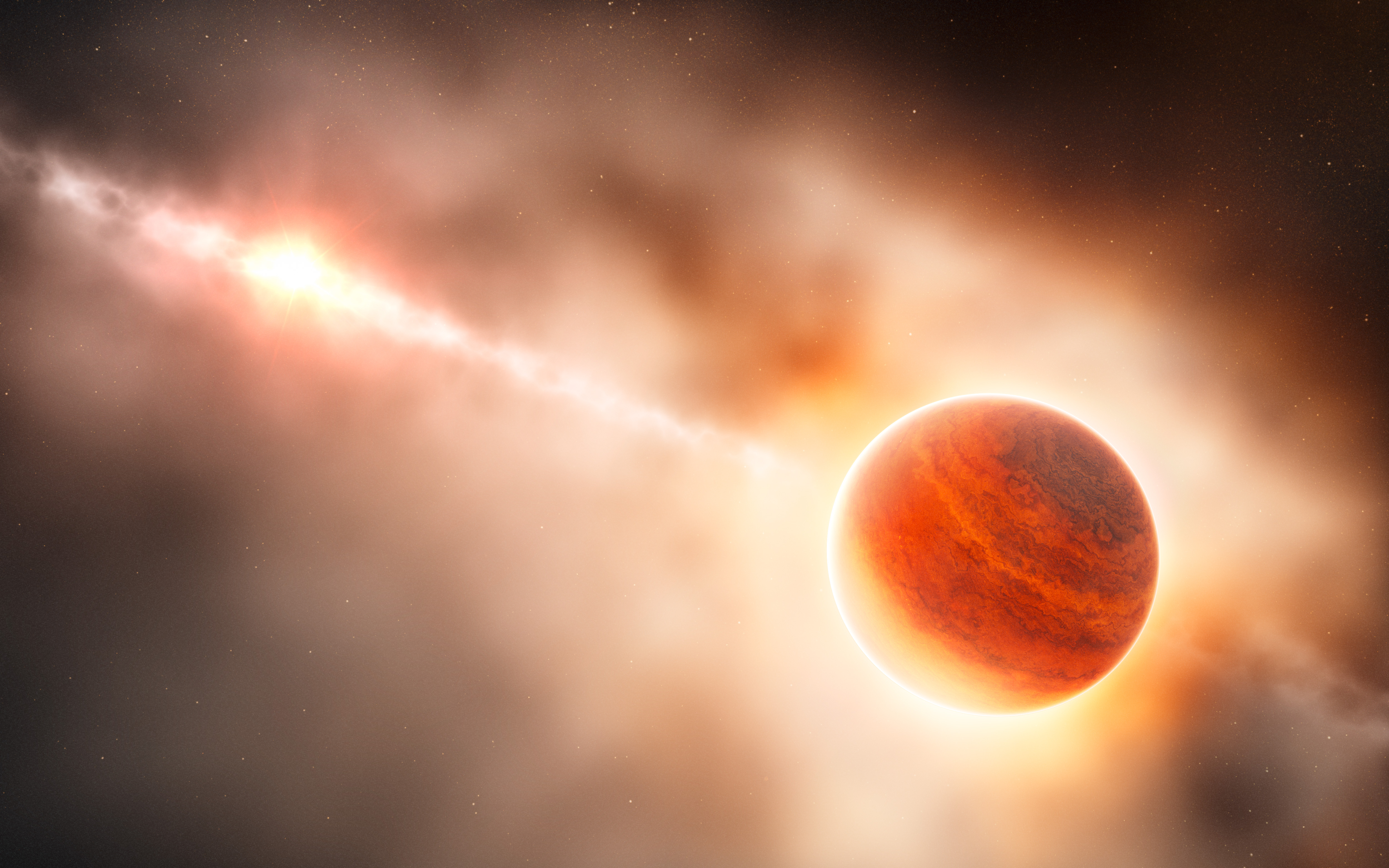
Планета HD 100546 b в представлении художника

В 2013 году у звезды была обнаружена формирующаяся массивная экзопланета HD 100546 b.
Масса формирующейся массивной газовой экзопланеты HD 100546 b составляет около 8,5 масс Юпитера, радиус — 6,9 радиусов Юпитера, большая полуось — 53,0 а.е., орбитальный период обращения — 249,2 года. Возможно, является крупнейшей из всех обнаруженных экзопланет.